# The Weirdness
The Weirdness es el cuarto álbum de estudio del grupo The Stooges. 
El álbum fue publicado el 6 de marzo del 2007. La banda, reunida en el 2003 tiene nueva formación con Iggy Pop como cantante, Ron Asheton a la guitarra eléctrica y Scott Asheton a la batería acompañados del nuevo bajista Mike Watt y el saxofonista del disco Fun House Steve MacKay.

## Listado de temas
| N.º   | Título                    | Duración |  |
| 1.    | «Trollin'»                | 3:05     |  |
| 2.    | «You Can't Have Friends»  | 2:22     |  |
| 3.    | «ATM»                     | 3:15     |  |
| 4.    | «My Idea of Fun»          | 3:17     |  |
| 5.    | «The Weirdness»           | 3:45     |  |
| 6.    | «Free & Freaky»           | 2:39     |  |
| 7.    | «Greedy Awful People»     | 2:07     |  |
| 8.    | «She Took My Money»       | 3:48     |  |
| 9.    | «The End of Christianity» | 4:19     |  |
| 10.   | «Mexican Guy»             | 3:29     |  |
| 11.   | «Passing Cloud»           | 4:04     |  |
| 12.   | «I'm Fried»               | 3:44     |  |
| 40:04 |                           |          |  |

| Edición japonesa |              |          |  |
| N.º              | Título       | Duración |  |
| 13.              | «O Solo Mio» |          |  |

| Versión para vinilo |                                          |          |  |
| N.º                 | Título                                   | Duración |  |
| 13.                 | «O Solo Mio»                             |          |  |
| 14.                 | «Claustrophobia»                         |          |  |
| 15.                 | «I Wanna Be Your Man» (Lennon/McCartney) |          |  |
| 16.                 | «Sounds of Leather»                      |          |  |

## Integrantes
- Iggy Pop - voz
- Ron Asheton - guitarra eléctrica
- Mike Watt - bajo
- Scott Asheton - batería
- Steve MacKay - saxo

- Datos: Q1931029